# Municipio de Glenwood (Kansas)
El municipio de Glenwood (en inglés: Glenwood Township) es un municipio ubicado en el condado de Phillips en el estado estadounidense de Kansas. En el año 2010 tenía una población de 44 habitantes y una densidad poblacional de 0,48 personas por km².

## Geografía
El municipio de Glenwood se encuentra ubicado en las coordenadas 39°57′49″N 99°13′51″O / 39.96361, -99.23083. Según la Oficina del Censo de los Estados Unidos, el municipio tiene una superficie total de 92.36 km², de la cual 92,02 km² corresponden a tierra firme y (0,36 %) 0,34 km² es agua.

## Demografía
Según el censo de 2010, había 44 personas residiendo en el municipio de Glenwood. La densidad de población era de 0,48 hab./km². De los 44 habitantes, el municipio de Glenwood estaba compuesto por el 97,73 % blancos, el 2,27 % eran de otras razas. Del total de la población el 2,27 % eran hispanos o latinos de cualquier raza.